# Sherwood (Unternehmen)

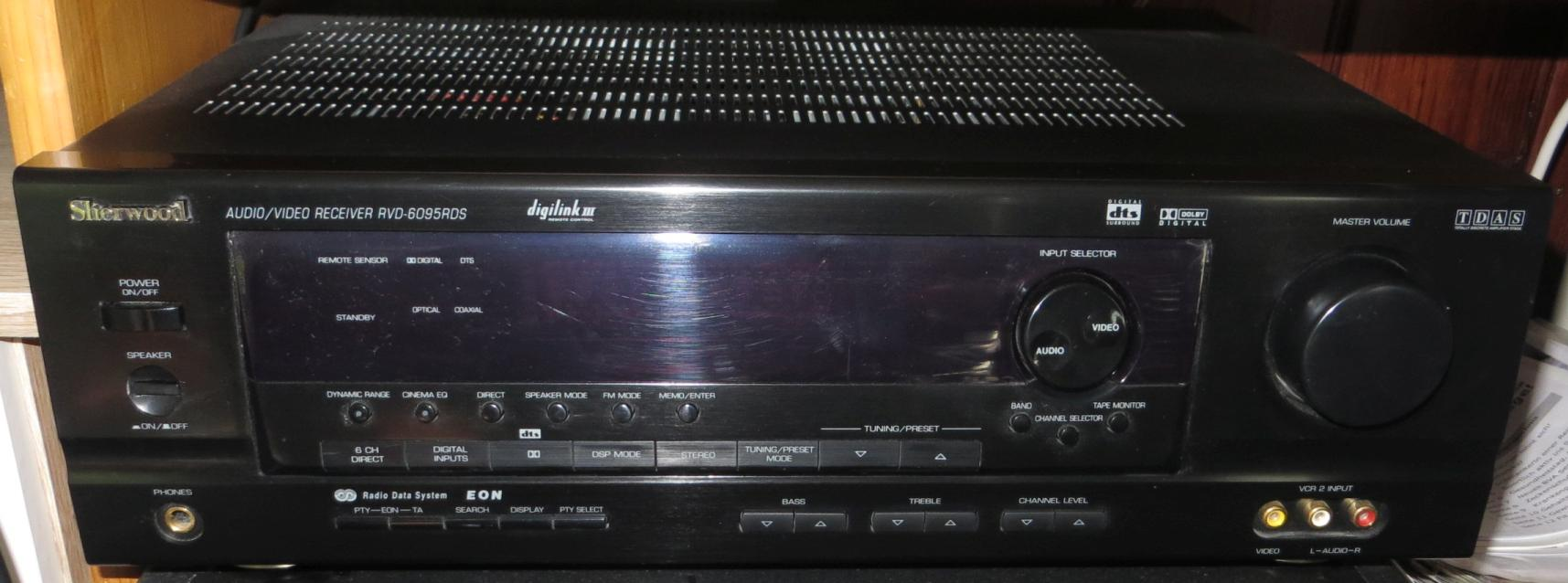
Sherwood RVD-6095RDS Receiver

Die Sherwood Electronic Inc. wurde 1953 durch den Ingenieur Ed Miller sowie John Snow in Chicago, USA als Hersteller von elektronischen Bauteilen für die Rundfunkübertragung gegründet.

## Geschichte
Sherwood war ursprünglich ein Hersteller von Spulen für UKW-Tuner und Stereo-Decodern. Die erste Stereoübertragung im UKW Rundfunknetz fand mit Sherwood Equipment statt. Ebenso führte Sherwood den ersten computergesteuerten Tuner ein. Der branchenweit erste zu 100 % aus Silizium bestehende Solid-State-Receiver stammte ebenfalls von Sherwood.
Im Juni 1980 wurde Sherwood von dem südkoreanischem OEM-Hersteller Inkel aufgekauft und nutzt seitdem dessen Produktionsstätten.
Heute stellt Sherwood Hifi- und Heimkinoreceiver, CD- und BluRay-Player sowie mobile Lautsprecher her.